# Toay (departement)
Toay is een departement in de Argentijnse provincie La Pampa. Het departement (Spaans: departamento) heeft een oppervlakte van 5.092 km² en telt 9.256 inwoners.

## Plaatsen in departement Toay
- Naicó
- Toay